# Thanatus pygmaeus
Thanatus pygmaeus là một loài nhện trong họ Philodromidae.
Loài này thuộc chi Thanatus. Thanatus pygmaeus được miêu tả năm 1996 bởi Joachim Schmidt & Otto Krause.